# Nello Valzania
Nello Valzania (Zurigo, 16 settembre 1911 – Peschiera Borromeo, 24 gennaio 1955) è stato un aviatore italiano di ruolo pilota collaudatore.

## Biografia[1][2]

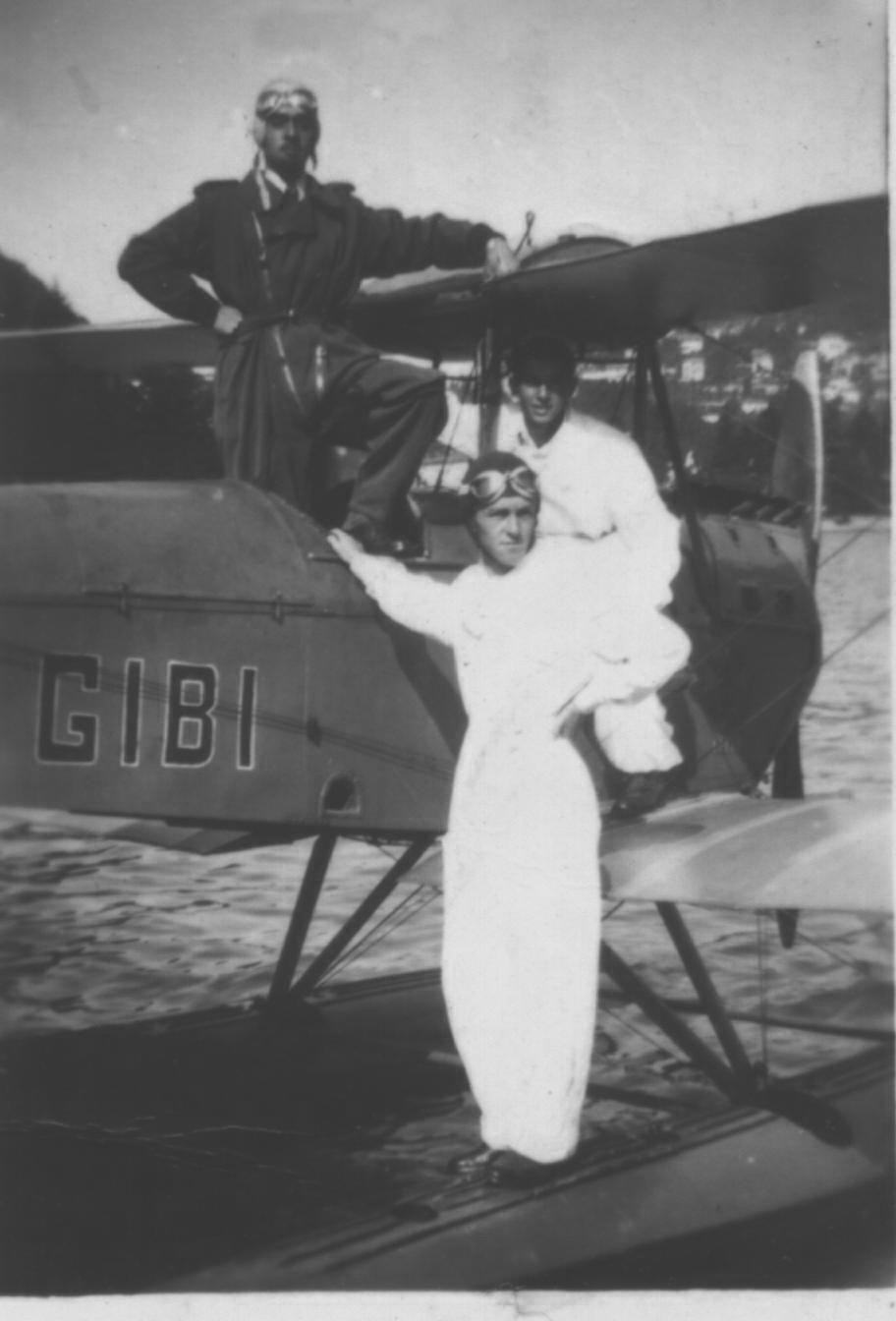
Il Comandante Istruttore Nello Valzania con tuta bianca e casco in piedi sullo scafo del velivolo Caproni CA 100 idro

Nato a Zurigo nel 1911 da genitori italiani emigrati in Svizzera per lavoro, rientra giovane in Italia e si stabilisce a Como. Appassionato di volo sin da giovane, partecipa attivamente all’attività di volo a vela ed effettua il servizio militare in qualità di Ufficiale Pilota. Negli anni trenta si qualifica ed opera da istruttore alla RUNA di Como dove la Scuola di Volo dispone di 15 Caproni Ca.100 idro e contemporaneamente inizia l’attività di Pilota collaudatore. Durante il periodo bellico collauda gli aeromobili prodotti dall’azienda Aeronautica Lombarda di Cantù e dalla ditta SAI Ambrosini di Passignano sul Trasimeno. Nel dopoguerra seguita ad operare in qualità di istruttore presso l’Aero Club Como e l’Aero Club Milano e in qualità di Pilota collaudatore per la SAI Ambrosini, per il Centro studi ed esperienze per il volo a vela Liberato De Amici del Politecnico di Milano, per la Ditta Agusta e per la Ditta Fratelli Nardi.
Nella primavera del 1941 effettua il primo volo con il prototipo del CVV 6 Canguro, il più famoso e diffuso aliante italiano progettato da Ermenegildo Preti quando era studente del Politecnico di Milano e costruito nell’officina del Centro studi ed esperienze per il volo a vela Liberato De Amici. Il Canguro era un aliante biposto con struttura e rivestimento interamente in legno. Un secondo prototipo segue immediatamente i voli del primo ma poi a causa della guerra viene interrotta la produzione che riprende nel 1950, quando furono prodotti dalla SAI Ambrosini 34 esemplari che, assegnati al Centro Nazionale di Volo a Vela di Rieti e a vari Aero Club contribuiscono a formare piloti fino al 1980 e stabiliscono innumerevoli primati sportivi, tra i quali il primato di durata in aliante di 28 ore stabilito dai piloti Mantelli e Muzi.
Nel 1942 collauda il prototipo di AL12P Aeronautica Lombarda AL.12P, aliante da trasporto ed assalto, costruito dall’Aeronautica Lombarda di Cantù e progettato da Ermenegildo Preti del Centro studi ed esperienze per il volo a vela Liberato De Amici del Politecnico di Milano. Il primo volo viene effettuato sull’aeroporto di Venegono il 6 settembre 1942, trainato al decollo da un Fiat C.R.42. Linea elegantissima, apertura alare 21 metri e mezzo, lunghezza 14 metri, velocità massima in affondata 250 chilometri all’ora, un armamento difensivo di tre mitragliatrici, posti per 14 passeggeri e per due membri d’equipaggio. Nell’agosto 1943 viene ordinata la produzione di sei nuovi aeromobili ma a seguito dell’armistizio dell’8 settembre 1943 la Luftwaffe ne fa interrompere la produzione. Il primo prototipo, viste le brillanti caratteristiche mostrate durante i voli di collaudo, viene acquisito da Ambrosini SAI di Passignano sul Trasimeno per studi sulla realizzazione di un aereo da trasporto, il bimotore P.512 il cui programma viene però annullato nel 1948.
Nel 1943 collauda, sempre sull’aeroporto di Venegono, il prototipo dell’aereo A.R. (Assalto Radioguidato) Aeronautica Lombarda A.R., progettato in collaborazione tra Sergio Stefanutti ed Ermenegildo Preti, dotato di un motore Fiat A.80 da 1000 cv., in grado di trasportare una o due bombe da 1000 kg. Il progetto prevede che il pilota porti in volo l’A.R. fino alla crociera e poi, una volta predisposta la corretta ricezione dei segnali per la radioguida che sarà effettuata da bordo di un altro aeromobile, abbandoni l’aereo lanciandosi con il paracadute, in modo che l’A.R. possa essere radioguidato per esplodere sul bersaglio. Il primo volo viene effettuato da Nello Valzania il 13 giugno 1943 e quindi l’A.R. viene trasferito a Guidonia. Nonostante la dimostrata potenzialità il progetto dell’A.R. non viene completato per il sopraggiungere dell’armistizio.
Nel dopoguerra, lasciata l’Aeronautica Lombarda Ambrosini di Cantù, diventa pilota della Società AIAX di Milano Linate e per essa vola spesso a Como per effettuare voli turistici e di propaganda aviatoria, facendo capo all’Idroscalo con un aereo anfibio quadriposto, il Republic Sea Bee, riaccendendo lo spirito aviatorio. Nel 1947 collabora alla riapertura della Scuola di Volo all’Aero Club Como aiutando a recuperare un Caproni CA100 idro semidistrutto in un hangar di Pavia (a suo tempo utilizzato come scalo intermedio della prima linea aerea italiana, la Torino-Venezia, gestita dalla SISA con una flotta di idrovolanti). Quindi offre la propria professionalità all’Ingegnere Ermanno Bazzocchi della Macchi per i test e la definizione degli scafi sperimentali (ispirati a quelli costruiti per il Macchi-Castoldi M.C.72 che, pilotato da Francesco Agello, ottenne il record mondiale di velocità) applicati al velivolo Aermacchi MB.308 che quindi entra a far parte della flotta dell’Aero Club di Como che verso la fine del 1949 è formata da due Caproni CA100 idro, da due Macchi MB 308 idro e da un Republic Seabee anfibio.
Il giorno 8 ottobre 1947 collauda il prototipo del QR 14 Levriero, bimotore quadriposto da turismo costruito dalla ditta Marinavia Farina, equipaggiato di due motori De Havilland Gipsy Mayor da 140 hp. con eliche a passo variabile. La velocità di crociera era di 270 km/h la velocità massima 310 km/h., autonomia 1100km e carico utile 600 kg.
Il 12 ottobre 1947, quattro giorni dopo il primo volo, il Levriero, che rimase l’unico esemplare prodotto, vinse la gara di velocità “Coppa dell’aria di Milano”.

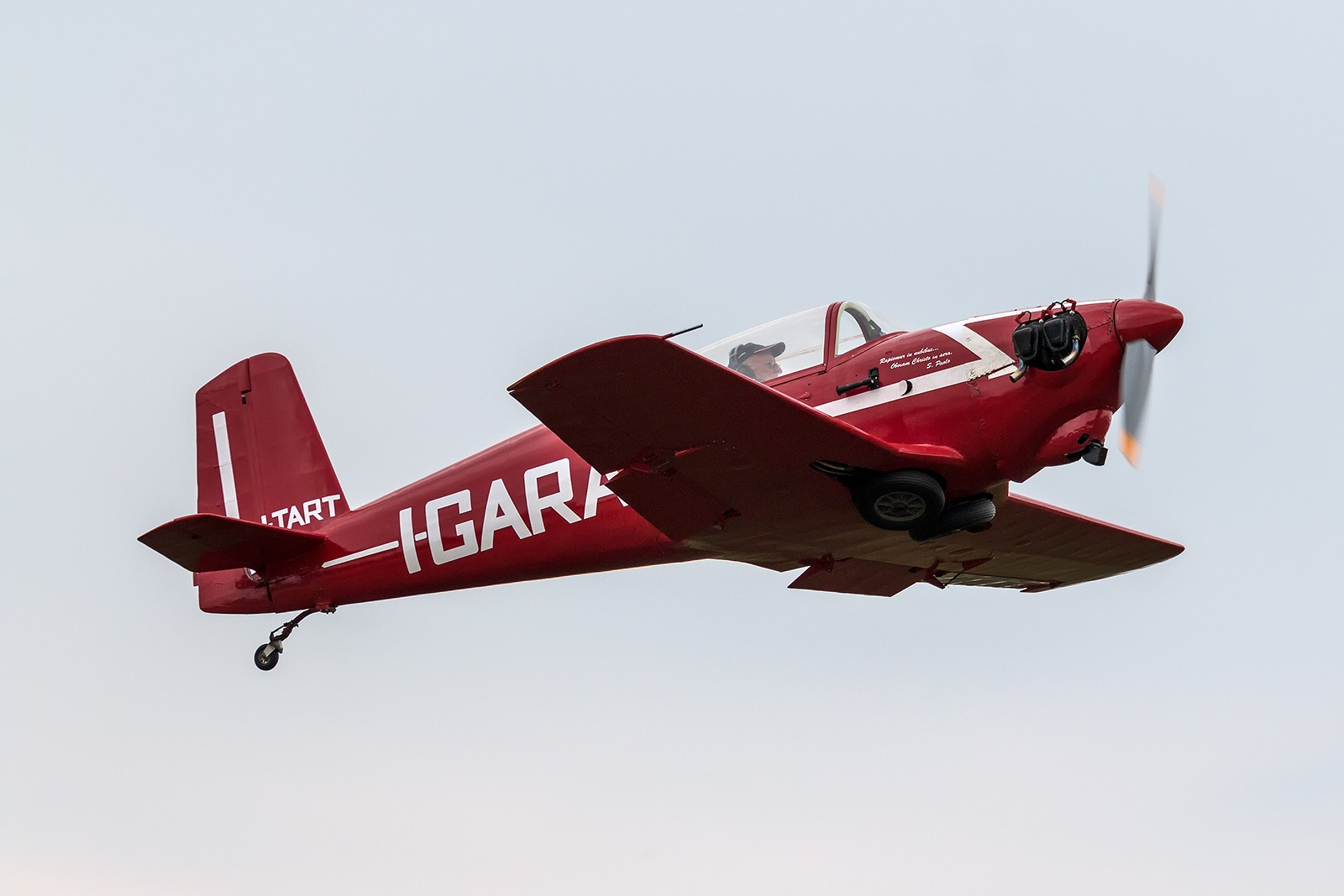
CVV PM 280 Tartuca

Nell’agosto del 1948 porta in volo per la prima volta il prototipo del Tartuca, piccolo monoplano monomotore monoposto, costruito dal Centro studi ed esperienze per il volo a vela Liberato De Amici del Politecnico di Milano e progettato dall'ingegnere Ermenegildo Preti. Tra inizio del progetto e primo volo trascorsero meno di tre mesi.
Equipaggiato di motore C.N.A.«D.4» da 60 cv. aveva le seguenti caratteristiche e prestazioni: apertura alare m 5, lunghezza m 5, altezza m 1,38, superficie alare m² 5, peso a vuoto kg 250, carico utile kg 100, peso massimo in volo kg 350, carico alare kg/m² 70, velocità massima km/h 260, velocità minima km/h 85, autonomia km 550, tangenza m 3.300.
Tra la fine del 1949 e l’inizio del 1950 Nello Valzania offre la propria professionalità pilotando, assieme a Leonardo Bonzi e a Maner Lualdi, l’Aerauto PL 2C, velivolo metallico dotato di ali ripiegabili che permettevano di ridurne la larghezza a soli 2 metri e di viaggiare come un’auto sulle strade. L’Aerauto compí un lungo giro tra le città italiane, atterrando nelle periferie e raggiungendo i centri delle città dopo aver ripiegato le ali, dimostrando di poter funzionare sia da aereo che da automobile.

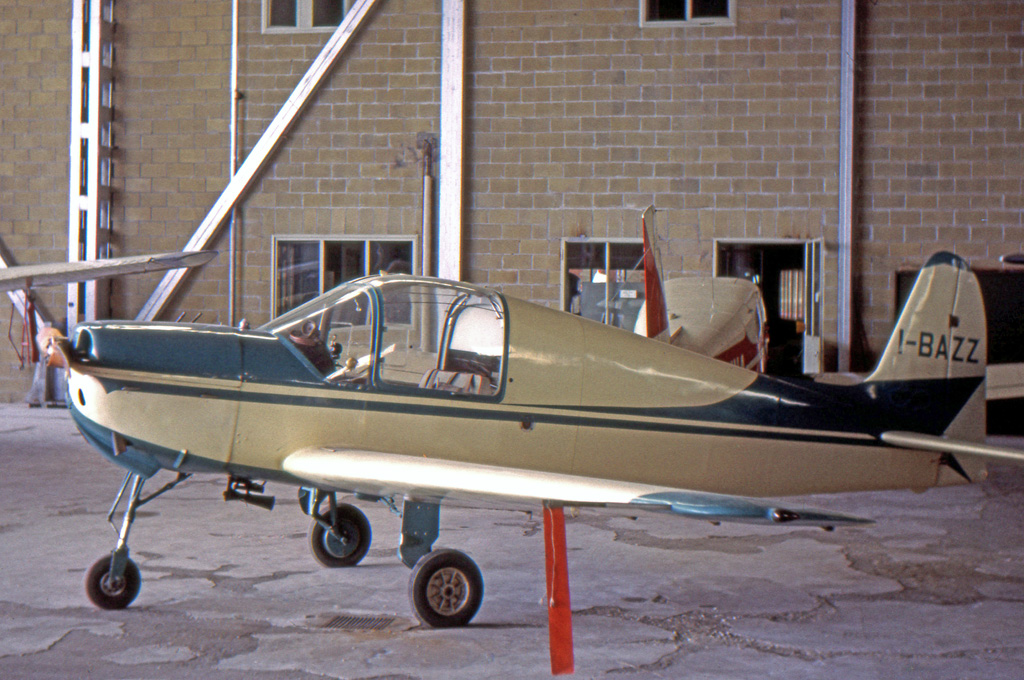
SAI Ambrosini F4 Rondone

Il 19 ottobre 1950 effettua il volo di collaudo del prototipo del SAI Ambrosini Rondone, progettato dall’ingegnere Stelio Frati e costruito dal Centro studi ed esperienze per il volo a vela Liberato De Amici del Politecnico di Milano e successivamente prodotto in piccola serie dalla SAI Ambrosini, monoplano monomotore ad ala bassa, con carrello triciclo, costruito interamente in legno. Equipaggiato di motore Continental C85 da 85 hp (Continental O-190), apertura alare 8,60 mt, lunghezza 6,15 mt, superficie alare 10,60 m², velocità minima 80 km/h, velocità massima 260 km/h, il Rondone forniva ottime prestazioni in particolare in termini di velocità e vennero conseguiti due primati mondiali di velocità registrati dalla Fédération aéronautique internationale per aeromobili della categoria C-1a rispettivamente su circuito chiuso di 500 km. il 27 dicembre 1953 con Iginio Guagnellini alla velocità media di 249,08 km/h e su circuito chiuso di 1000 km. il 19 dicembre 1954 con lo stesso Nello Valzania alla velocità media di 240,519 km/h.

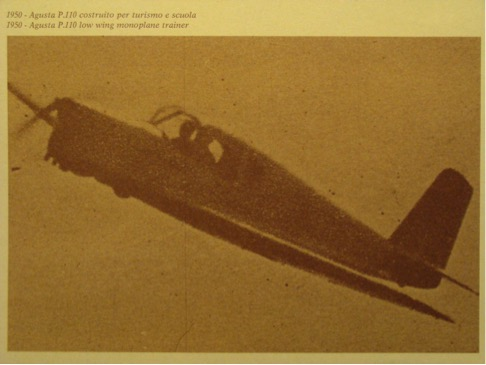
Agusta P110 in volo

Nel 1951 collauda il prototipo del P110, realizzato presso il Centro studi ed esperienze per il volo a vela Liberato De Amici del Politecnico di Milano e progettato dall’ingegner Ermenegildo Preti, passato poi per il seguito della produzione alla ditta Agusta e quindi rinominato Agusta P 110. Quadriposto con carrello triciclo retrattile con motore Alfa Romeo da 130 hp, apertura alare 10,60 mt, lunghezza 7,40 mt, superficie alare 16 m², velocità minima 90 km/h, velocità massima 275 km/h, velocità di crociera 240 km/h, autonomia 1000 km.Derivato dal P 110, nello stesso anno porta in volo il P 111, con motore Lycoming da 185 cv. Un solo esemplare è stato costruito e portato all’omologazione.
Nel 1952 la ditta Nardi ha prodotto un velivolo anfibio monomotore quadriposto con elica propulsiva, ad ala alta, doppia deriva, galleggianti laterali retrattili sostenuti dalle ali, dotato di motore Continental da 147 CV, apertura alare 10,00 mt, lunghezza 7,00 mt, superficie alare 13,50 m², denominato Nardi FN.333. Il prototipo ha effettuato il primo volo pilotato da Nello Valzania il 4 dicembre 1952 e la ditta Nardi ha prodotto tre esemplari prima di passare il progetto alla Fiat e da questa alla SIAI Marchetti che ha rinominato il velivolo SIAI Marchetti FN 333 Riviera, con motore Continental da 250 CV,velocità massima 290 km/h, autonomia 1000 km, producendo trenta esemplari, venduti principalmente negli Stati Uniti e in Svezia.
Il 24 gennaio 1955, durante un volo di collaudo a peso massimo, a causa di un imprevisto ed improvviso spostamento del carico di zavorra, il velivolo Nardi FN.333 è entrato in una situazione di vite incontrollabile ed è precipitato al suolo nei pressi dell’aeroporto di Linate distruggendosi e causando la perdita della vita del Pilota Collaudatore Nello Valzania.
Meglio di tutti ci racconta chi era il Comandante Nello Valzania Giulio Lazzati, scrittore (I soliti quattro gatti, Stormi d’Italia, Ali nella tragedia ecc.) e pilota, con un ricordo scritto per la rivista “Nuove Ali” intitolato “Ricordo del mio MAESTRO”.